# Aleksandra Bajde
Aleksandra Bajde, slovenska skladateljica, performerka, menedžerka v kulturi 
Leta 2011 je na Glasbenem konservatoriju v Amsterdamu diplomirala iz jazz petja, leta 2018 pa še iz kompozicije na Anton Bruckner Privatuniversität v avstrijskem Linzu pri prof. Christophu Cechu in prof. Caroli Bauckholt.
Njena dela so redno izvajana v več evropskih državah, vključno z Avstrijo, Nemčijo, Italijo, Slovenijo in Nizozemsko, ter na pomembnih prizoriščih in festivalih, kot so Porgy & Bess in Alte Schmiede na Dunaju, impuls MinuteConcerts v Gradcu, Leicht über Linz, Crossroads v Salzburg v Avstriji; November Music, Operadagen Rotterdam na Nizozemskem in Opera v Kölnu v Nemčiji ter še veliko več. Leta 2019 je prejela delovno štipendijo za kompozicijo od Ministrtstva za kulturo Republike Avstrije. V letu 2020 je bila izbrana za »European Music Council Fellowship Programme 2020 – 2021«.
V letih od 2014 do 2018 je bila vodja projektov in sekretarka pri »European Federation of National Youth Orchestras«. 

## Opus

### Orkestralna glasba
- Timbre Mutations (2012) za sopran, tolkala, električno kitaro, klavir in komorni orkester

### Performativna/scenska umetnost
- Dancer (tekst Tänzerin od Emmy Hennings, 2012) za ženski glas, 3 kozarce, 3 govorce, klavir in plesalko
- Septem Peccata Mortalia (2013) za ženski glas, klavir, violino, električno violino, posnetek srčnega utripa in plesalca
- hA Andr le (2018) za ženski glas in plesalko (lahko tudi brez plesalke)

### Komorna glasba
- Evening Voice (v sodelovanju z Matjažem Dajčarjem, 2011) za ženski glas, violončelo in kitaro
- Limerence (2013) za klavir in violino/violo
- Erratic (2013) za pikolo/flavto, bas klarinet, klavir, violino, violončelo in kontrabas
- Under Silence (v sodelovanju z Emre Sihan Kalelijem, 2015) za ženski glas in klavir
- Exposition No. 1 (v sodelovanju z Emre Sihan Kalelijem, 2015) za ženski glas in klavir
- Exposition No. 2 (v sodelovanju z Emre Sihan Kalelijem, 2015) za ženski glas in klavir
- Prologue (2016) za dve violini in violončelo
- Gibicibicis (v sodelovanju z Emre Sihan Kalelijem, 2016), za ženski glas, klavir in megafon
- Das Luftschloss (2016) za ženski glas pod klavirjem, klavir in dve ozvočeni cevi od sesalcev
- Elevation (2018) za pikolo/flavto, električno kitaro, violino, električno violino in violončelo
- Self-Portrait with Sylvia (2018) za ženski glas pod klavirjem in klavir
- Elevation II (2019) za pikolo/flavto, električno kitaro, 2 violini in violončelo
- Ave Maria (2019) za ženski glas, bas klarinet, klavir, violino in violončelo
- Weary Winter (2019) za ženski glas in klavir

### Solistična glasba
- nähern . entfernen (2019) za ženski glas
- A Clockwork Violin (2020) za violino

### Ostale zasedbe
- Lost Dreams (2009) za vokalistko in jazz kvartet (klavir, električno kitaro, kontrabas in bobne)
- Behind the Sun (2009) za vokalistko in jazz kvartet (klavir, električno kitaro, kontrabas in bobne)
- The Way Back (2011) za dve vokalistki, tenor saksofon in jazz kvartet (klavir, električno kitaro, kontrabas in bobne)
- Aj, Zelena je Vsa Gora (po motivih slovenske ljudske pesmi, 2011) za dve vokalistki, sopran saksofon in jazz kvartet (klavir, električno kitaro, kontrabas in bobne)
- Hope and a Half (v sodelovanju z Matjažem Dajčarjem, 2011) za vokalistko in električno kitaro
- Under Surveillance (2018) za vokalistko, klavir, električno kitaro, dve violini in bobne